# Schloß Wilhelmshöhe
Schloss Wilhelmshöhe er et slot i Bergpark Wilhelmshöhe i Kassel i Nordhessen i delstaten Hessen i Tyskland. Jérôme Bonaparte, som var konge i Westfalen, omdøbte slottet til Napoleonshöhe, og udnævnte Chamberlain Heinrich von Blumenthal til dets leder, med ansvar for omfattende renoveringer.
Efter Den fransk-preussiske krig i 1870, boede den franske kejser Napoleon 3. på slottet som krigsfange. Fra 1899 til 1918 var Wilhelmshöhe sommerresidens for kejser Vilhelm 2. af Tyskland. Efter første verdenskrig ledede Paul von Hindenburg i 1918 tilbagetrækningen og demobiliseringen af tyske tropper fra slottet. Store dele af bygningen blev ødelagt under anden verdenskrig.
Schloss Wilhelmshöhe er i dag internationalt kendt som et museum, som bl.a. rummer Antikensammlung og Gemäldegalerie Alte Meister. Slottet er kendt for sin sydfløj (Weißensteinflügel), med de eneste bevarede gemakker fra landgrevernes tid.
Slottet ligger i Bergpark Wilhelmshöhe, der blev opført på UNESCOs verdensarvliste i 2013.